# Chico Mendes
Chico Mendes, nome completo Francisco Alves Mendes Filho (Xapuri, 15 dicembre 1944 – Xapuri, 22 dicembre 1988), è stato un sindacalista, politico e ambientalista brasiliano.

## Biografia

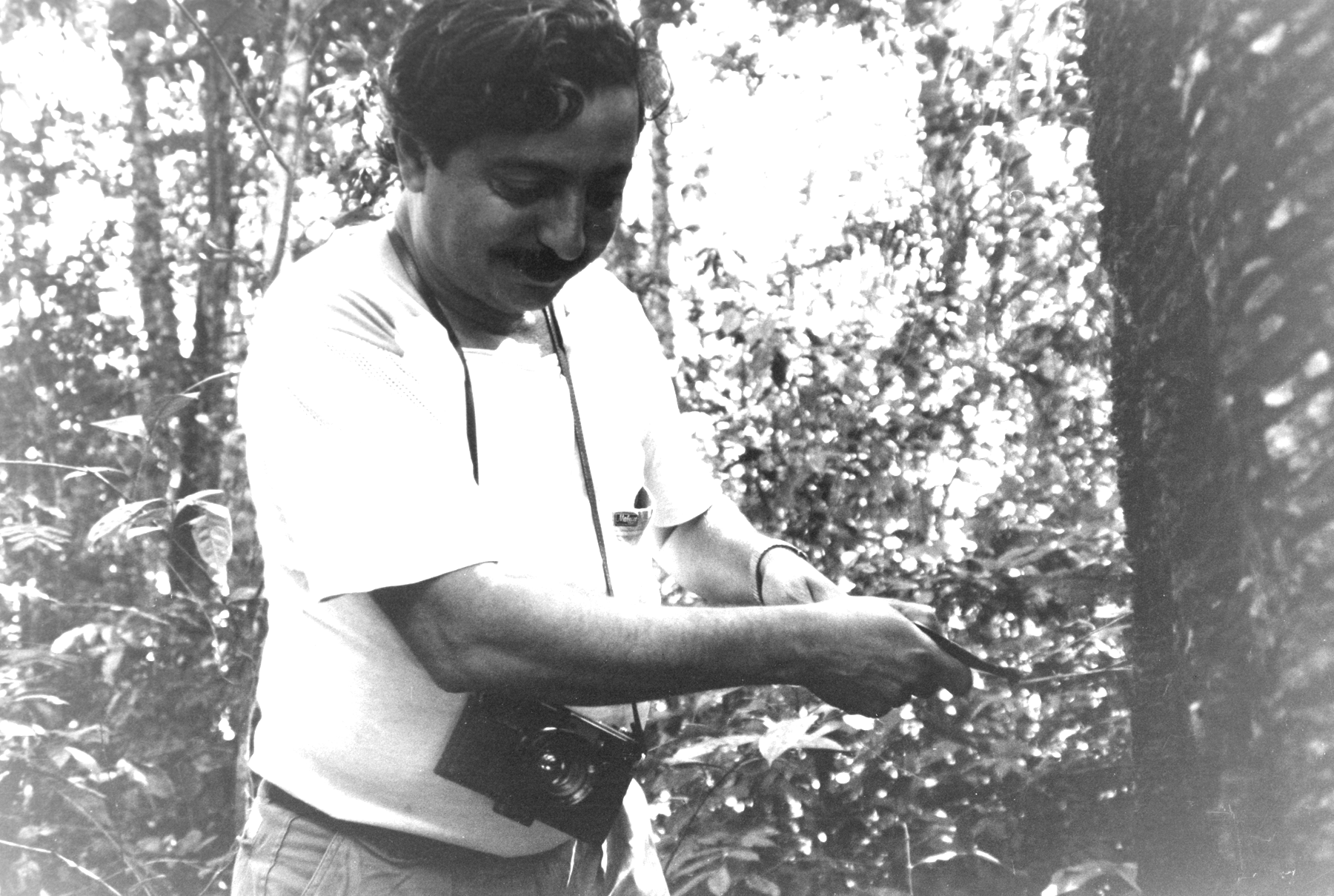
Chico Mendes incide un albero della gomma nel luglio 1988

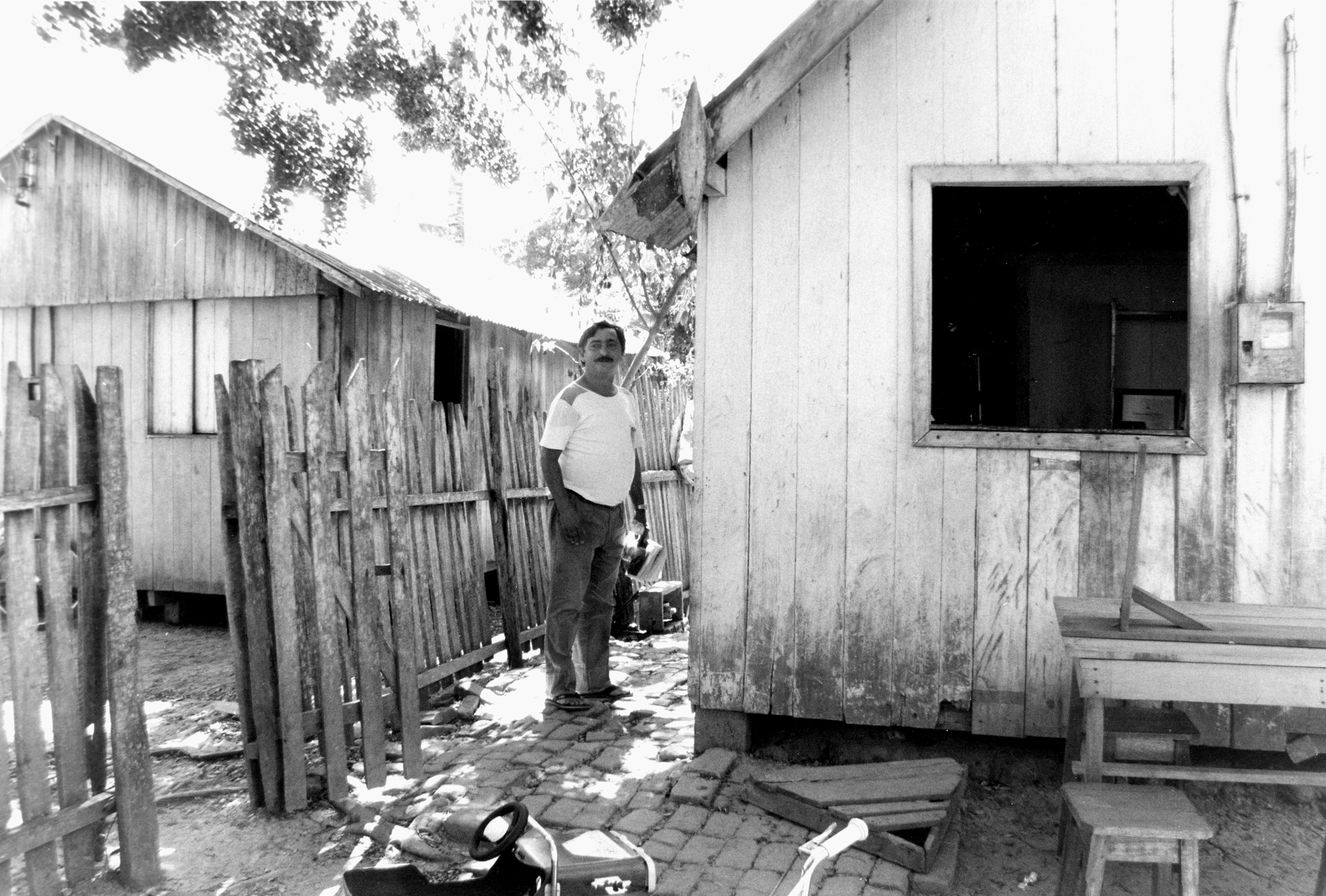
Chico Mendes nella sua casa di Xapuri, Acre (Brasile)

Raccoglitore di caucciù (seringueiro), è stato Segretario generale del Sindacato dei lavoratori rurali di Brasiléia (Sindicato dos Trabalhadores Rurais) dal 1975 e promotore della nascita del sindacato a Xapuri, sciolto poco dopo dalla dittatura militare brasiliana con l'accusa di associazione a delinquere. Lega il proprio nome alla lotta contro il disboscamento della foresta amazzonica, condotta dai contadini con metodi assembleari e utilizzando con successo la pratica dell'empate ("impedimento, stallo").
Nel 1978 è stato eletto vice presidente del consiglio comunale a Xapuri, mentre l'anno seguente presidente. Tende a trasformare il consiglio (Câmara Municipal) in un'assemblea permanente in cui partecipano tutte le componenti politiche, sociali e religiose della città, non ricevendo l'appoggio delle formazioni politiche ufficiali, incluso il proprio partito, il Movimento Democrático Brasileiro (MDB).
Viene pubblicamente minacciato dai possidenti della zona e cominciano le repressioni violente degli empates, che perdono l'efficacia iniziale, e le carcerazioni extragiudiziali di centinaia di contadini per tutto il decennio successivo; in quest'anno anche Chico Mendes viene arrestato e torturato. Il sindacato dei lavoratori rurali conosce però una forte espansione diventando il maggiore dello Stato di Acre.
Dal 1979 con Lula, Josè Ibrahim e altri partecipa alle assemblee che porteranno alla nascita nel 1980 del Partido dos Trabalhadores (Partito dei Lavoratori), un organismo che darà appoggio politico alle rivendicazioni della CUT, la federazione sindacale generale di cui faceva parte il sindacato dei lavoratori rurali.
Dal 1981 Mendes fu segretario della CUT a Xapuri, carica che mantenne fino alla morte pur continuando l'attività politica nel PT; nel 1982 perse le elezioni per un seggio a deputato nel parlamento statale di Acre. Nel 1985 guidò il primo congresso nazionale dei seringueiros, durante il quale fu creato il Consiglio Nazionale dei Seringueiros (CNS, Conselho Nacional do Seringueiros), che divenne il soggetto politico e sindacale che portò le rivendicazioni di Mendes, dei contadini e delle popolazioni indigene dell'Amazzonia all'attenzione internazionale.
Nel 1987 una delegazione delle Nazioni Unite verificò direttamente a Xapuri le accuse rivolte alle grosse finanziarie statunitensi dietro i progetti di disboscamento che causavano la disoccupazione forzata dei seringueiros, l'esilio forzato dei contadini indios dell'Amazzonia e un danno ecologico di dimensioni planetarie; in seguito a 40 giorni di campagna negli Stati Uniti, durante i quali Chico Mendes parlò anche di fronte al Senato statunitense, la BID (Bank of Interamerican Development) ritirò i propri investimenti in Amazzonia.
Nel 1988 Mendes lavorò con successo alla creazione di una "riserva estrattiva" di caucciù nel seringal Cachoeira, espropriato dallo Stato alla famiglia latifondista Alves da Silva che l'aveva a sua volta illegalmente acquisito da piccoli proprietari terrieri. È l'anno in cui nacque l'União Democrática Ruralista (Unione democratica rurale o UDR) un sindacato che effettuò in realtà azioni paramilitari in tutto lo stato, minacciando ripetutamente Chico Mendes, che denunciò alla polizia i suoi futuri assassini. Nel terzo congresso della CUT Mendes denunciò nuovamente i delitti della UDR, ed espose la tesi congressuale "In difesa del popolo della foresta" davanti ai 6000 delegati che lo elessero segretario generale per acclamazione.

### La morte
Il 22 dicembre 1988 fu assassinato da due rancheros. Nel dicembre del 1990 Darly Alves da Silva, proprietario terriero, con il quale Chico si era scontrato più volte per l'ottenimento del titolo di "reservas extractivistas" per la sua regione, fu condannato a 19 anni per essere stato il mandante dell'omicidio; suo figlio, Darci, l'esecutore materiale del delitto, ebbe la stessa condanna.
L'entusiasmo iniziale, sia internazionale e mediatico che regionale, fu notevole, ma appena si spensero i riflettori gli omicidi continuarono. Dagli ultimi anni settanta, di centinaia di assassinii di capi sindacali che protestavano per i diritti della terra, l'unico per cui si investigò e si arrivò a una condanna fu quello di Chico Mendes. La condanna di Darly Alves da Silva fu confermata nel febbraio del 1992, respingendo il ricorso presentato dai condannati. Nel febbraio 1993 Darly e Darci da Silva riuscirono a fuggire dal carcere insieme ad altri detenuti, ma vennero catturati nuovamente per scontare il resto della pena.

## Tributi

### Istituti
- Istituto Chico Mendes per la conservazione della biodiversità

### Canzoni
Diverse sono le canzoni dedicate a Chico Mendes:
- Ricordati di Chico dei Nomadi
- Chico Mendes dei Gang
- Per la gloria di Mario Lavezzi
- Cuando los ángeles lloran (Quando gli angeli piangono) dei Maná
- Ambush dei Sepultura
- How many people di Paul McCartney
- Tëra dël 2000 dei Mau Mau
- "Ao Chico" di Tião Natureza
- "Enciendo una vela" di Marianne
- "La memoria" di León Gieco
- "Chanson pour Chico Mendès" di Philippe Val
- "L'alet de la terra" dei Los de l'Ouzoum
- "Louvor a Chico Mendes" di Simone
- "Chico Mendes" di Brita Brazil
- "Chico Mendes" di Michel Delpech
- "Amazzonia" di Franco Simone
- "The Tallest Tree" di Roy Harper
- Lo facciamo per voi dei Folkabbestia

### Libri
- Luis Sepúlveda gli ha dedicato il romanzo Il vecchio che leggeva romanzi d'amore.
- Norman Zoia gli ha dedicato Stasera il mare è in recital // Per Chico, con Chico, in Chico, monologo contenuto in Iena Scultorea (Edizioni Trademedia, pag. 20) e recitato dall'autore nel 1990 al Teatro Smeraldo di Milano nel contesto di uno spettacolo pro Mato Grosso insieme a Walter Valdi, Flavio Oreglio, Fabio Treves e molti altri artisti.

### Filmografia
- Il fuoco della resistenza - La vera storia di Chico Mendes, USA, 1994

### Luoghi a lui intitolati in Italia

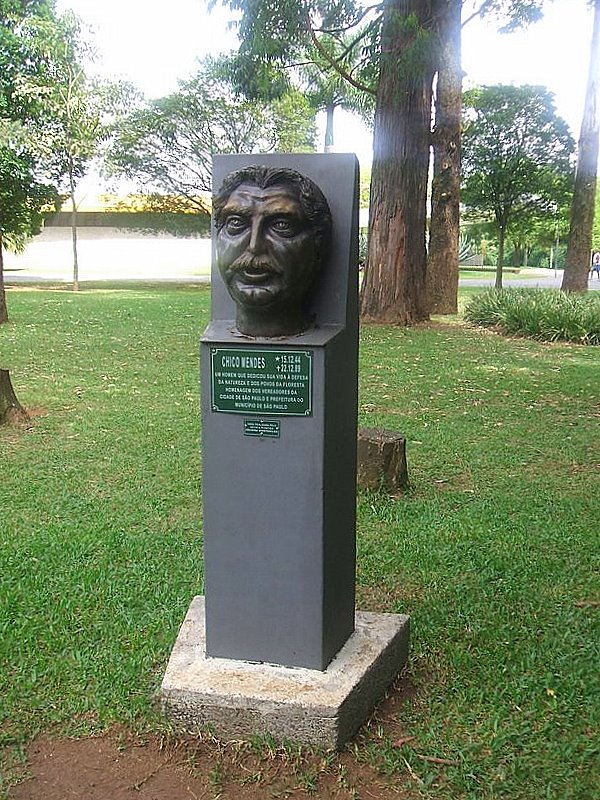
Monumento dedicato a Chico Mendes a San Paolo (Brasile)

Esistono diverse strutture intitolate a Chico Mendes, tra cui molti parchi, ad esempio il Parco Chico Mendes nella frazione campigiana di San Donnino, realizzato in un'area precedentemente occupata da una discarica, uno a Jesolo (VE), uno a Giarre (CT), uno a Pantigliate (MI), uno a Reggiolo (RE), uno a Rezzato (BS), uno a Borgaro Torinese, uno a Giulianova (TE), uno a Isola Vicentina (VI), uno a Terni, Spoleto e a Perugia, uno a Porto Torres (Sassari), uno a Riccione (RN), uno a Cusano Milanino (MI), uno a Borgo Valsugana (TN), uno a Romano di Lombardia (BG), uno a Osimo (AN), oltre a un campo sportivo a Berceto e un Giardino a Ravenna, uno a Castegnato (BS), uno a Imola (BO) e uno nel centro della città di Como. A Collalto Sabino (RI), invece, è stato posizionato un monumento in onore di Chico Mendes, così come ad Andria (BT). A Lecco è stata posata dal WWF Lecco una targa in Piazza Manzoni così come a Belluno è stata posata una targa dal WWF Belluno in Piazza dei Martiri. Milano gli ha dedicato un albero, QUESTO TIGLIO VIVE - Monumento a Chico Mendes Filho - in Piazza Fontana.
Esiste inoltre un percorso ciclabile (nonché polmone verde) che collega Mirandola con il comune di Medolla (MO).
A Legnago (VR)i giardini davanti al Teatro Salieri ricordano Chico Mendes con una targa di marmo bianco. 
A Sant’Ilario d’Enza (RE) esiste un percorso a lui dedicato all’interno dell’area di riequilibrio ecologico “Pioppini” situata lungo le sponde del torrente Enza.

### Scienza
Nel 2013 gli fu dedicata una nuova specie di uccelli, Zimmerius chicomendesi, scoperta in Amazzonia da un gruppo di studiosi dell'Università statale della Louisiana